# Denishawn

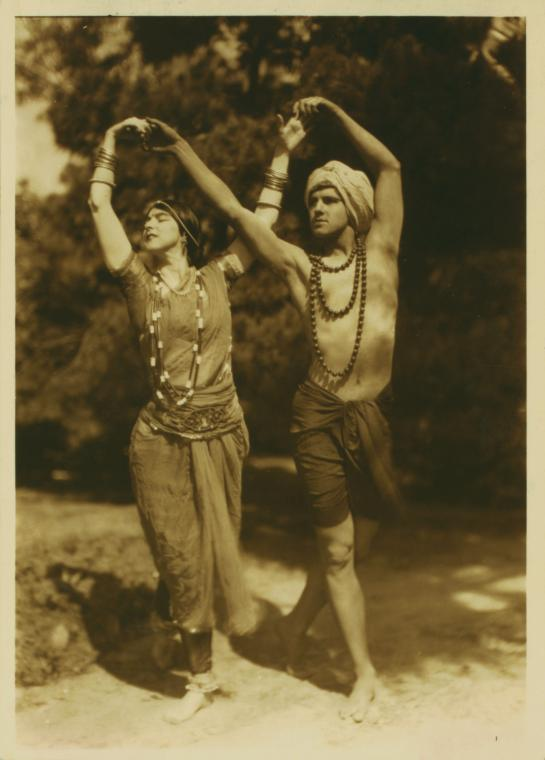
I ballerini fondatori della scuola Ruth St. Denis e Ted Shawn in uno spettacolo del 1916

La Denishawn School of Dancing and Related Arts fu fondata nel 1915 da Ruth St. Denis e Ted Shawn a Los Angeles, California ed è la prima scuola di danza moderna sorta negli Stati Uniti d'America. Gli allievi più importanti della scuola furono Martha Graham, Doris Humphrey, Charles Weidman e la star dei film muti Louise Brooks.

## Inizi

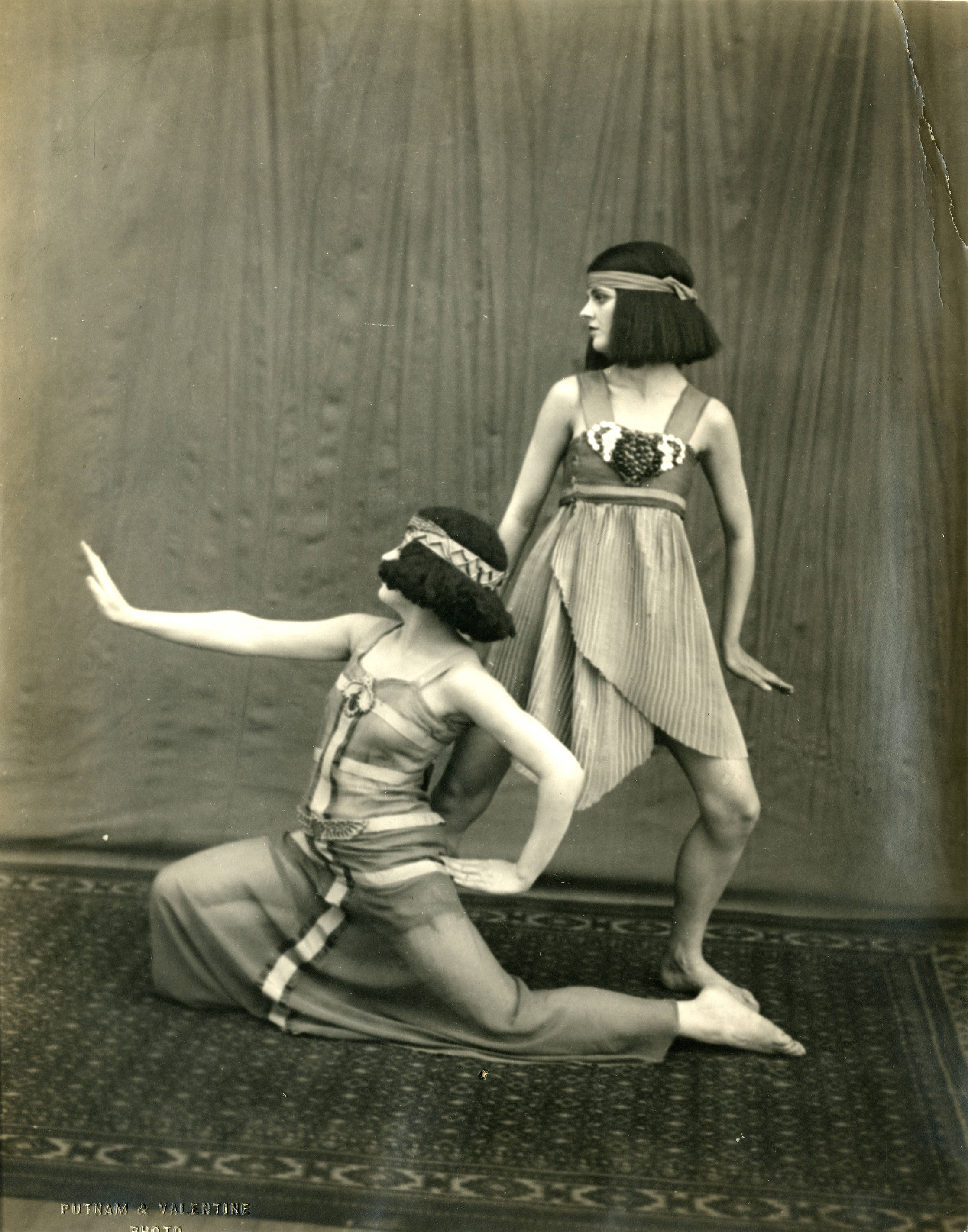
Due ballerine della Denishawn nel 1918

Ruth St. Denis e Ted Shawn cominciarono a collaborare nel 1914. In quel periodo St. Denis si stava preparando per un tour che l'avrebbe portata nelle regioni a sud-est degli Stati Uniti e aveva bisogno di un partner maschile per presentare un nuovo ballo da sala. Shawn, che ammirava St. Denis da quando l'aveva vista ballare nel 1911, fece l'audizione e fu preso per il ruolo. Il tour fu una mescolanza dei lavori individuali dei due.
La collaborazione professionale tra Shawn e St. Denis si affiancò presto ad una relazione romantica: i due artisti si sposarono il 13 agosto del 1914, poiché la convivenza all'epoca era considerata poco ortodossa. La loro luna di miele fu un secondo tour, accompagnato da una piccola compagnia di ballerini, che partì da Saratoga, New York, e arrivò a San Francisco, California. Fu presentato un nuovo insieme di danze, che includevano variazioni dei balli di sala, oltre agli assoli di St. Denis e la famosa Dagger Dance di Shawn. Per scopi promozionali il gruppo di danza veniva chiamato The St. Denis-Shawn Company.
Durante il tour successivo il termine "Denishawn" era ormai comune. All'esibizione a Portland, Oregon, un manager teatrale promise otto posti a sedere a chi avrebbe inventato il titolo più creativo per l'ultimo spettacolo di balletto di St. Denis-Shawn. Vinse il titolo "The Denishawn Rose Mazurka.", ma non ebbe molta popolarità con il titolo interno, bensì era noto semplicemente come "Denishawn". Così la coppia decise di cambiare anche il nome ufficiale della compagnia, passando da The St. Denis-Shawn Company a Denishawn Dancers.

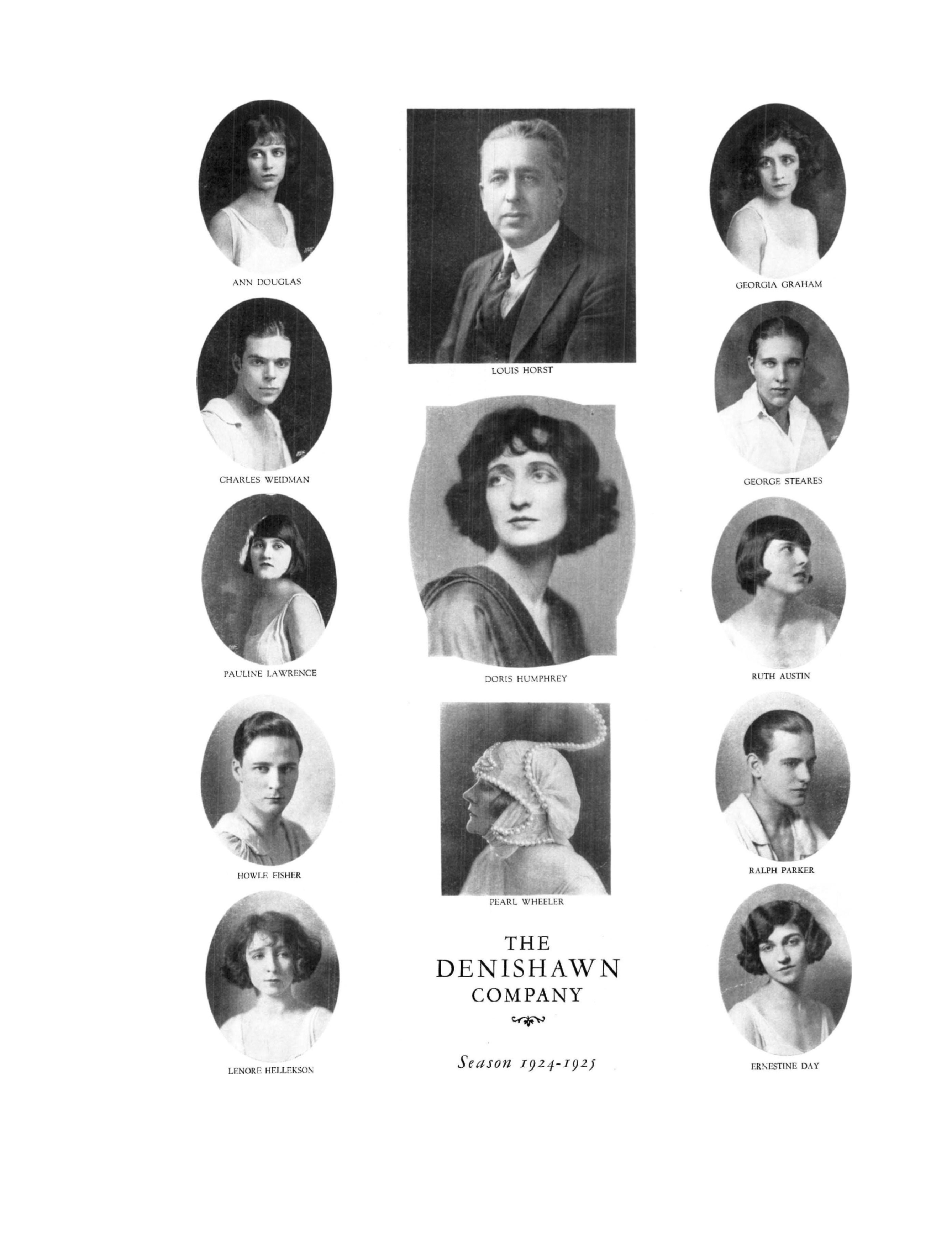
La compagnia della Denishawn al completo della stagione 1924-25

Con questo nuovo nome, Shawn e St. Denis cominciarono a pensare a come poter ampliare il loro contributo alla danza. Shawn fu il primo a suggerire di aprire una scuola, un istituto che potesse sia garantire un reddito, sia trasmettere le nuove idee sulla danza che avevano i due fondatori. St. Denis e Shawn aprirono la scuola Denishawn nel 1915 e insieme scrissero una guida sia per i pedagoghi sia per i coreografi, un estratto del quale è citato qui:
(Sherman, Enduring Influence 11)

## Tecnica e lezioni
La prima sede della "Denishawn School" era su una collina a Los Angeles in una casa coloniale spagnola. C'erano due spazi riservati alle classi tecniche: uno studio coperto dove insegnava St. Denis e una sala da ballo all'aperto per le meditazioni yoga e le classi di Shawn (ballo da sala e quella che successivamente verrà chiamata tecnica "Denishawn"). Il costo per un programma di 12 settimane era 500$. Il programma includeva classi giornaliere di tecnica, vitto e alloggio, e lezioni guidate di lettura.
Durante le classi tecniche, gli studenti ballavano a piedi nudi indossando un costume da bagno intero, di colore nero e uguale per tutti. Una lezione durava tre ore ogni mattina. Shawn di solito insegnava durante la prima parte, insegnando allungamenti, esercizi per l'agilità, sbarra, progressioni a terra e combinazioni a corpo libero. St. Denis insegnava tecniche orientali e yoga. Uno dei pupilli della scuola, Jane Sherman, ricordando una sua lezione disse:
Dopo gli esercizi per le braccia sul pavimento all'esterno, lavoravamo sul perfezionamento dei giri, o del portamento, o dei renversés, o del nostro grand jeté. Ogni pupillo danzava da solo una serie di pas de basques nella versione della Denishawn. La Denishawn pas de basque si distingueva dalle braccia parallele che si tendevano in alto e il corpo che faceva lentamente un arco verso il piede.
Successivamente c'erano degli esercizi liberi chiamati affettuosamente "braccia e corpo", fatti con il valzer di Čajkovskij Sleeping Beauty come sottofondo. Un precursore delle tecniche di riscaldamento ora usate in molte scuole di danza, si cominciava a piedi divaricati, premuti sul pavimento. Con un movimento rotatorio lento del corpo, si muoveva la testa, la spalla e il torso, le braccia si muovevano dal pavimento al soffitto. Dopo una leggera corsa in circolo attorno allo studio, potevamo riposare... quindi ci sedevamo per allenarci nei movimenti delle braccia in stile indonesiano, o fare stretching per rinforzare le dita e le mani...
La lezione si concludeva con lo studio di un'altra parte della danza. Basata sulla teoria che una persona impara a ballare ballando, gli esercizi di danza sono elementi essenziali nell'insegnamento, e alcuni sono così interessanti da diventare parte del repertorio di scena.»
(Jane Sherman, Enduring Influence)
Una scuola in Massachusetts continuò a insegnare la Denishawn Dance per più di 50 anni.  Il Marion Rice Studio of the Dance, a Fitchburg, Massachusetts, insegna agli studenti la Denishawn dance per esibirsi in festival locali, come il Jacob's Pillow Dance Festival (1972), Marymount Manhattan College (1978), NY City College "Roots" Festival (1986) e il 2000 Millennium Dance Festival a Washington, DC.

## Repertorio e spettacoli
I ballerini della Denishawn avevano l'occasione di esibirsi in molti luoghi: collegi, sale da concerto, teatri vaudeville, congressi e stadi all'aperto. Inoltre erano invitati ad esibirsi in luoghi prestigiosi come il Palace Theater di Broadway a New York. Denishawn fu la prima compagnia statunitense a presentare una "danza Western seria" in  Giappone, Burma, Cina, India, Ceylon, Java, Malaysia e nelle Filippine (1925-26) (Sherman, Enduring Influence 77). In un certo modo, il lavoro presentato assomigliava a un balletto, ogni pezzo era una storia completa, con costumi elaborati, scenografie e luci. In termini di movimento comunque la differenza era ovvia, non avevano le punte (scarpe della danza classica), nessun sollevamento come nei pas de deux, nessun assolo né brani di ensemble.
Molti lavori della Denishawn possono essere ricondotti a queste quattro categorie:
- Orientalia: cronologicamente, questo fu il primo vero lavoro della Denishawn. St. Denis era la responsabile della maggior parte di questi pezzi, anche se Shawn mise assieme un piccolo numero di assoli orientali e pezzi in gruppo. Come suggerisce il nome, questi lavori incorporavano i movimenti tipici dell'India, come anche i vestiti e le scenografie. Un lavoro particolarmente famoso di questo periodo è Radha di St. Denis, un balletto ambientato in un tempio hindu nel quale una divinità danza per la liberazione dalla schiavitù dei sensi.
- Americana: mentre St. Denis trova ispirazione nel lontano Oriente, Shawn sembra trovare la sua nella cultura americana. I suoi lavori dominano questa categoria, che comprendeva spartiti musicali scritti da compositori americani e rappresentazioni di personaggi americani come cowboys, indiani e giocatori di baseball. La pantomima comica di Shawn Danse Americaine, per esempio, era incentrata su un ballerino che si muove come un giocatore di baseball.
- Music Visualizations: nei primi anni '20 St. Denis sviluppa il metodo della musical visualization (visualizzazione musicale), che definisce così: "...un'azione del corpo diventa la traduzione scientifica della struttura ritmica, melodica e armonica di una composizione musicale senza l'intenzione di "interpretare" o di rivelare dei significati nascosti" (Sherman, Enduring Influence 47). Significa che i movimenti formano un insieme con la musica senza nessuna lettura emotiva. Se la musica si gonfia, il corpo si gonfia, se la musica procede tranquilla il corpo si ferma. Il lavoro Soaring di St. Denis, creato con la collaborazione di Doris Humphrey e interpretato da sei danzatrici, è sicuramente la sua visualizzazione musicale più conosciuta.
- Miscellanea: noti anche come "Denishawn divertissements", sono lavori brevi che non possono essere inclusi in una delle altre categorie (Sherman, Enduring Influence 55). Questi lavori erano riservati a spettacoli che non richiedevano coreografie lunghe.

Diversi assoli della Denishawn sono nel repertorio di molte compagnie di danza. I loro assoli sono interessanti per la loro qualità esotica, sono inoltre inclusi nell'opera The Art of the Solo presentata al Baltimore Museum of Art il 29 settembre 2006. Tra queste tre anteprime, Invocation to the Thunderbird di Shawn (1917) e l'ultima interpretazione del ballerino della compagnia Denishawn John Dougherty: Death of Adonis (1922). C'era anche l'anteprima di Ruth St. Denis intitolata The Peacock. A Legend of India (1906), che fu ricreata usando gli stessi metodi. L'assolo The Incens è stato interpretato anche da Cynthia Word a Washington DC.
La compagnia Denishawn si è esibita anche nel film a episodi Intolerance di David Wark Griffith (1916), nell'episodio "Babilonia".